# Gouramangi Singh
Moirangthem Gouramangi Singh, född 25 januari 1986 i Imphal, är en indisk före detta fotbollsspelare.
Gouramangi Singh har spelat för flera indiska klubbar och blev framröstad som årets försvarare i I-League säsongen 2008/2009 då han spelade i Churchill Brothers. Han blev även utsedd till årets spelare 2010.
För Indiens landslag har Singh spelat 73 landskamper och gjort sex mål. Han har varit med och vunnit både SAFF-mästerskapen och AFC Challenge Cup. Han spelade även i Asiatiska mästerskapet 2011.